# Macaranga thompsonii
Macaranga thompsonii är en törelväxtart som beskrevs av Elmer Drew Merrill. Macaranga thompsonii ingår i släktet Macaranga och familjen törelväxter. Inga underarter finns listade i Catalogue of Life.